# Emin Nouri
Emin Nouri (tiếng Bulgaria: Емин Нури, tiếng Thổ Nhĩ Kỳ: Emin Nuri; sinh ngày 22 tháng 7 năm 1985 ở Kardzhali, Bulgaria) là một cầu thủ bóng đá người Thụy Điển thi đấu cho Kalmar FF.
Anh gia nhập Östers IF 1996 từ đội bóng địa phương Växjö Norra. Nouri cũng từng thi đấu cho đội tuyển U-21 quốc gia Thụy Điển.
Năm 2014, anh được triệu tập vào Đội tuyên bóng đá quốc gia Azerbaijan bởi huấn luyện viên Berti Vogts thi đấu với Uzbekistan.